# Panaxia lusitanicula
Panaxia lusitanicula là một loài bướm đêm thuộc phân họ Arctiinae, họ Erebidae.